# Línea 134 (EMT Madrid)
La línea 134 de la EMT de Madrid une la Plaza de Castilla con Montecarmelo.

## Características

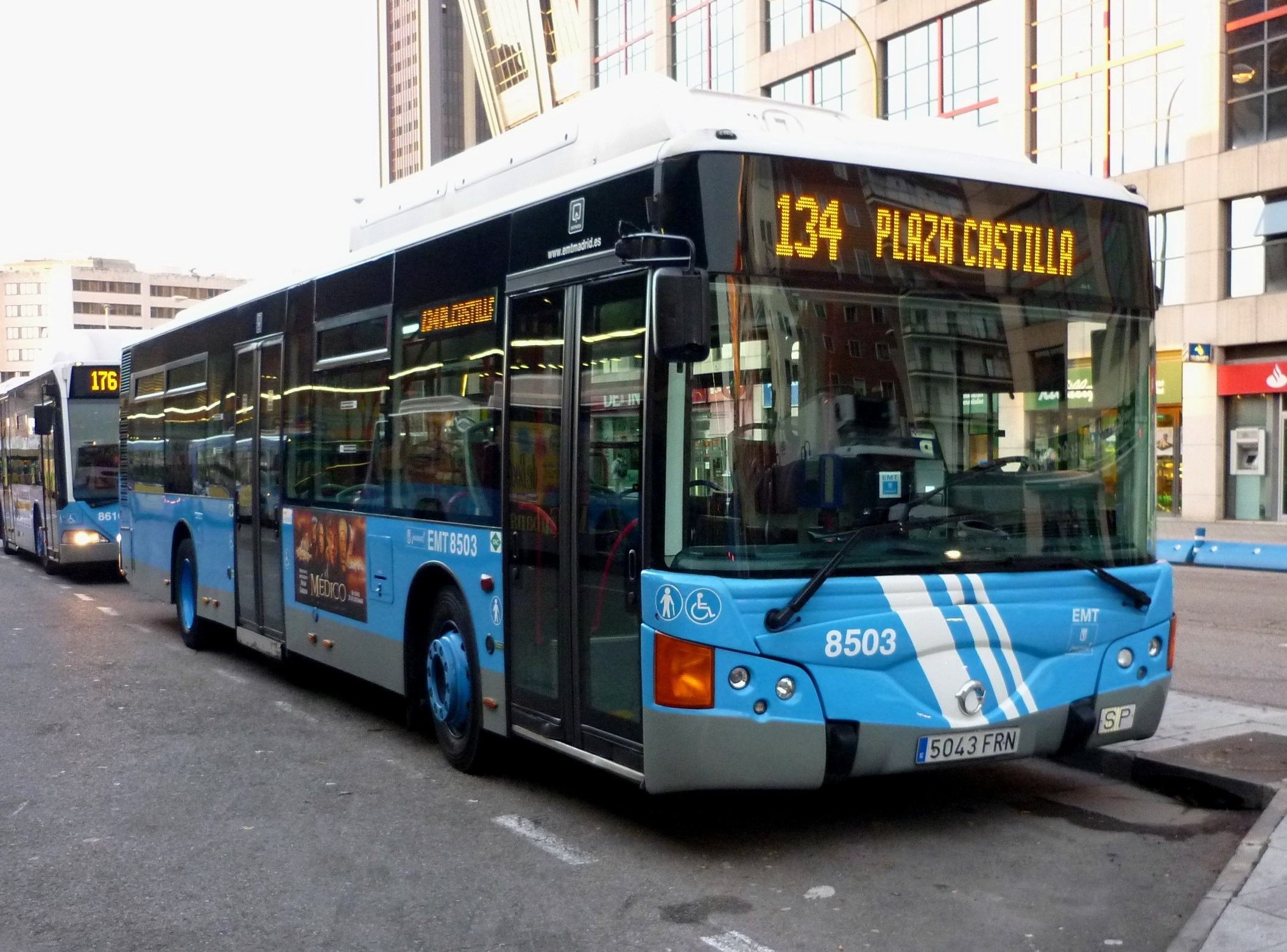
Autobús de la línea en Plaza de Castilla, 2014

La línea 134 nació como "Pza. Castilla - Viviendas Telefónica", el 17 de abril de 1980, sustituyendo uno de los ramales de la P-24, que era una línea periférica explotada por la empresa TRAPSA.
Cambió su denominación en 1990 a  Pza. de Castilla - Mirasierra, pasando por el Barrio del Pilar y la Ciudad Sanitaria del Hospital La Paz en sentido Plaza de Castilla.
El 23 de octubre de 2007 se amplió la línea hasta Montecarmelo, y en diciembre de 2009 se reubicó su cabecera en Plaza de Castilla en la isla 4 del intercambiador situada en superficie.
Comparte origen y destino con la línea 178, sin embargo la 134 pasa por el barrio del Pilar y la zona central de Mirasierra, en vez de usar la M-607 como la 178, que únicamente cubre un poco de la zona norte de Mirasierra antes de meterse en Montecarmelo.

### Frecuencias
| Lunes a viernes laborables |               |
| De 6:00 a 8:00             | 9-15 minutos  |
| De 8:00 a 20:00            | 8-13 minutos  |
| De 20:00 a 23:00           | 9-23 minutos  |
| Sábados laborables         |               |
| De 6:00 a 10:00            | 19-25 minutos |
| De 10:00 a 21:00           | 19-20 minutos |
| De 21:00 a 23:00           | 19-27 minutos |
| Domingos y festivos        |               |
| De 7:00 a 9:00             | 23-33 minutos |
| De 9:00 a 23:00            | 24-27 minutos |

## Recorrido y paradas

### Sentido Montecarmelo
La línea inicia su recorrido en la dársena 46 de la terminal de superficie del intercambiador de Plaza de Castilla. Desde aquí sale al Paseo de la Castellana en dirección norte, circulando por el mismo hasta la intersección con la Avenida de Monforte de Lemos, a la que se incorpora girando a la izquierda.
La línea recorre esta avenida hasta llegar a la intersección con la calle Ginzo de Limia, que toma girando a la derecha. Circula a continuación por esta calle hasta el final, girando a la izquierda para tomar la Avenida del Cardenal Herrera Oria. Circula entonces por ésta hasta girar a la derecha para tomar la calle de La Masó, entrando en Mirasierra.
Una vez en Mirasierra, la línea circula por las calles de La Masó, Cerro del Castañar, Moralzarzal, de nuevo La Masó y Costa Brava, saliendo de Mirasierra tras girar en esta calle a la izquierda para entrar en Montecarmelo por la calle del Monasterio de las Huelgas.
Al final de la calle Monasterio de las Huelgas, la línea gira a la derecha para circular por la Avenida del Monasterio de Silos, que recorre hasta el final, tomando la Avenida del Monasterio de El Escorial, donde tiene su cabecera.
| Código | Parada                                       | Común con                                       | Conexiones con Metro y Cercanías       | Otros |
| ------ | -------------------------------------------- | ----------------------------------------------- | -------------------------------------- | ----- |
| 5610   | PLAZA CASTILLA (intercambiador - dársena 46) |                                                 | Plaza de Castilla                      |       |
| 1487   | Castellana-José Vasconcelos                  | 66 67 124 135 147 173 174 175 176 178 179 SE704 |                                        |       |
| 3826   | Castellana-Ravel                             | 67 124 135 147 179                              |                                        |       |
| 1489   | Cuatro Torres                                | 67 124 135 179 815                              |                                        |       |
| 1732   | Monforte de Lemos-Parque Norte               | 137                                             |                                        |       |
| 4651   | Monforte de Lemos-Polideportivo              | 137 179                                         |                                        |       |
| 1734   | Monforte de Lemos-Puentecesures              | 137 179                                         |                                        |       |
| 1736   | Monforte de Lemos-Parque Bomberos            | 137 179                                         |                                        |       |
| 1544   | Ginzo de Limia-La Vaguada                    | 49                                              |                                        |       |
| 5329   | Reales Academias-IMSERSO                     | 49                                              |                                        |       |
| 1546   | Ginzo de Limia-Sangenjo                      | 49 815                                          |                                        |       |
| 1548   | Metro Herrera Oria                           | 49 815                                          | Herrera Oria                           |       |
| 4730   | Herrera Oria-Roda de Bará                    | 49                                              |                                        |       |
| 1739   | Herrera Oria-La Masó                         |                                                 |                                        |       |
| 1741   | La Masó-Saloú                                |                                                 |                                        |       |
| 1743   | Ruber Internacional                          |                                                 |                                        |       |
| 1745   | Cerro del Castañar                           | 133                                             |                                        |       |
| 4968   | Mirasierra                                   | 133                                             |                                        |       |
| 1749   | La Masó-Moralzarzal                          | 133                                             |                                        |       |
| 1751   | La Masó-Nuria                                |                                                 |                                        |       |
| 1753   | La Masó-Marbella                             |                                                 |                                        |       |
| 1762   | Costa Brava-La Masó                          | 178                                             |                                        |       |
| 1760   | Costa Brava-Fuenfría                         | 178                                             |                                        |       |
| 3623   | Paco de Lucía                                | 170 178                                         | Paco de Lucía Mirasierra-Paco de Lucía |       |
| 3634   | Monasterio Huelgas-Monasterio Paular         | 178                                             |                                        |       |
| 2864   | Monasterio Silos-Monasterio Huelgas          | 170 178                                         |                                        |       |
| 2968   | Monasterio Silos-Monasterio Montesclaros     | 170 178                                         |                                        |       |
| 2970   | Monasterio Silos-Avenida Montecarmelo        | 170 178                                         |                                        |       |
| 1021   | Metro Montecarmelo                           | 170 178                                         | Montecarmelo                           |       |
| 1022   | Monasterio Silos-Monasterio Liébana          | 170 178                                         |                                        |       |
| 1025   | Monasterio Silos-Monasterio Sobrado          | 170 178                                         |                                        |       |
| 3279   | MONTECARMELO (C/ Monasterio de Arlanza)      | 178                                             |                                        |       |

### Sentido Plaza de Castilla
La línea empieza su recorrido en la Avenida del Monasterio de El Escorial, circulando por ésta hasta girar a la izquierda por la Avenida del Santuario de Valverde. Recorre esta avenida hasta el final, girando a la izquierda de nuevo por la Avenida del Monasterio de Silos, que abandona en la siguiente intersección girando a la derecha por la calle de Monasterio de las Huelgas.
A través de esta calle, la línea sale de Montecarmelo y entra en Mirasierra girando a la izquierda por la calle Costa Brava. Desde este punto el recorrido de vuelta es igual al de ida pero en sentido contrario (La Masó, Moralzarzal, Cerro del Castañar, La Masó, Avda. Cardenal Herrera Oria, Ginzo de Limia y Avda. Monforte de Lemos) hasta llegar a la intersección de la Avenida de Monforte de Lemos con la calle Pedro Rico.
En este punto, gira a la izquierda para tomar la calle Pedro Rico, atravesando la Ciudad Sanitaria La Paz por esta calle y Arzobispo Morcillo, al final de la cual sale al Paseo de la Castellana, por el que circula hasta llegar a su cabecera, en el intercambiador de Plaza de Castilla.
| Código | Parada                                       | Común con                          | Conexiones con Metro y Cercanías       | Otros |
| ------ | -------------------------------------------- | ---------------------------------- | -------------------------------------- | ----- |
| 3279   | MONTECARMELO (C/ Monasterio de Arlanza)      | 178                                |                                        |       |
| 1026   | Monasterio Escorial-Monasterio Sobrado       | 170 178                            |                                        |       |
| 1028   | Monasterio Escorial-Monasterio Liébana       | 170 178                            |                                        |       |
| 1029   | Metro Montecarmelo                           | 170 178                            | Montecarmelo                           |       |
| 3626   | Monasterio Escorial-Avenida Montecarmelo     | 170 178                            |                                        |       |
| 3628   | Monasterio Escorial-Montesclaros             | 170 178                            |                                        |       |
| 3627   | Monasterio Escorial-Monasterio Huelgas       | 170 178                            |                                        |       |
| 3625   | Santuario Valverde-Monasterio Silos          | 170 178                            |                                        |       |
| 3624   | Monasterio Huelgas-Monasterio Silos          | 170 178                            |                                        |       |
| 3635   | Monasterio Huelgas.Monasterio Paular         | 170 178                            |                                        |       |
| 3622   | Paco de Lucía                                | 170 178                            | Paco de Lucía Mirasierra-Paco de Lucía |       |
| 1759   | Costa Brava-Fuenfría                         | 178                                |                                        |       |
| 1761   | Costa Brava-La Masó                          | 178                                |                                        |       |
| 3996   | La Masó-Marbella                             |                                    |                                        |       |
| 1752   | La Masó-Nuria                                |                                    |                                        |       |
| 3296   | La Masó-Moralzarzal                          | 133                                |                                        |       |
| 1748   | Moralzarzal                                  |                                    |                                        |       |
| 1746   | Cerro del Castañar                           |                                    |                                        |       |
| 1744   | Ruber Internacional                          |                                    |                                        |       |
| 1742   | La Masó-Saloú                                |                                    |                                        |       |
| 1740   | Herrera Oria-Ventisquero de la Condesa       |                                    |                                        |       |
| 1549   | Metro Herrera Oria                           | 49 815                             | Herrera Oria                           |       |
| 1547   | Ginzo de Limia-Sangenjo                      | 49 815                             |                                        |       |
| 5330   | Reales Academias-IMSERSO                     | 49                                 |                                        |       |
| 1545   | Ginzo de Limia-La Vaguada                    | 49                                 |                                        |       |
| 3392   | Monforte de Lemos-Finisterre                 | 137                                |                                        |       |
| 1737   | Monforte de Lemos-Parque Bomberos            | 137 179                            |                                        |       |
| 1735   | Monforte de Lemos-Puentecesures              | 137 179                            |                                        |       |
| 1733   | Monforte de Lemos-Parque Norte               | 137 179                            |                                        |       |
| 5363   | Hospital La Paz-Maternidad                   | 67 124 135 179                     |                                        |       |
| 1640   | Hospital La Paz                              | 67 124 135 179                     |                                        |       |
| 3932   | Castellana-Cuatro Torres                     | 67 124 135 179                     |                                        |       |
| 3933   | Cuatro Torres                                | 67 124 135 173 175 176 178 179     |                                        |       |
| 1526   | Castellana-Luis Esteban                      | 67 124 135 147 173 175 176 178 179 |                                        |       |
| 1527   | Castellana-Matilde Landa                     | 67 124 135 147 173 175 176 178 179 |                                        |       |
| 5610   | PLAZA CASTILLA (intercambiador - dársena 46) |                                    | Plaza de Castilla                      |       |